# Kappadokien (byzantinisches Thema)

Die byzantinischen Themen Kleinasiens im mittleren 10. Jahrhundert

Das Thema von Kappadokien (altgriechisch θέμα Καππαδοκίας) war ein byzantinisches Thema, das zwischen dem frühen 9. und späten 11. Jahrhundert die gleichnamige Region Kappadokien umfasste.

## Lage
Das Thema umfasste den Großteil der spätantiken römischen Provinz Cappadocia Secunda und Teile von Cappadocia Prima. Im frühen 10. Jahrhundert wurde es im Nordwesten vom Thema der Bukellarier, etwa entlang des Tuz-Sees und Mokisos; dem Thema der Armeniaken und später von Charsianon im Norden jenseits des Halys, und im Nordosten durch Caesarea und der Festung Rodentos; im Süden durch das Taurusgebirge und dem zum Kalifat gehörenden Kilikien; im Westen durch das Thema der Anatoliken begrenzt.

## Geschichte
Direkt nördlich der Kilikischen Pforte gelegen, der arabischen Haupteinfallsroute nach Kleinasien, litt Kappadokien sehr unter den wiederholten arabischen Angriffen, die Zerstörungen und Entvölkerung zur Folge hatten. Die Städte Tyana, Heraklea Kybistra und Faustinopolis wurden alle von den Arabern im frühen 9. Jahrhundert verwüstet. Nur Kybistra wurde wiederaufgebaut, die Bevölkerung der anderen beiden Städte floh in die Festungen von Nigde und Loulon.
Ursprünglich war das spätere Thema eine tourma (Untereinheit) des Themas Anatolikon. Um den ständigen arabischen Plünderzügen zu begegnen, wurde es später zu einer Grenzmark (sog. Kleisoura) und schließlich zum eigenen Thema erhoben. Erstmals wird Kappadokien als solches 830 erwähnt. Den arabischen Geographen Ibn Khordadbeh und Ibn al-Faqih zufolge war das Thema im 9. Jahrhundert durch mehr als zwanzig Festungen und Städte gesichert und besaß eine Garnison von 4000 Mann. In Kappadokien befanden sich auch drei kaiserliche Aplekta, die den thematischen Armeen in Kriegszeiten als Sammelplatz galten: Koloneia, Caesarea und Bathys Ryax. Sein Strategos, dessen Sitz wahrscheinlich die Festung Koron (und später vielleicht Tyana) war, erhielt ein jährliches Einkommen von 20 Pfund Gold und hatte normalerweise den Titel Protospatharios inne, einige wurden auch zum Patrikios erhoben.
Im ganzen 9. Jahrhundert war das Thema Ziel arabischer Angriffe; eine arabische Armee hielt Loulon, eine der wichtigsten Festungen, die den Nordeingang der Kilikischen Pforte bewachte, zwischen 833 und 879. Nach dem großen byzantinischen Sieg in der Schlacht am Lalakaon im Jahr 863 und der Zerstörung des paulikianischen Staates von Tephrike im Jahr 872 (oder 878) verbesserte sich die Situation aber. Im Jahr 897 konnte eine arabische Armee dennoch die Hauptstadt des Themas, die Festung Koron, erobern.
Unter Kaiser Leo VI. (regierte 886–912) wurden Teile des östlichen Gebietes des Themas, das Bandon von Nyssa, in dem Caesarea lag, sowie das Tourma von Kase an das Charsianon übergeben. Im Gegenzug wurde das Thema im Westen bis zum Tuz-See ausgedehnt. Dieses Gebiet bildete die sieben Banda der neuen Tourma von Kommata.
Der Fall Melitenes im Jahr 934 und die Eroberungen des Johannes Kourkouas entlasteten das Thema. Im 10. Jahrhundert wurde die entvölkerte Region von Armeniern und syrischen Christen besiedelt. Kappadokien wurde zur Machtbasis des kleinasiatischen Militäradels  – besonders die Phokas- und Maleinos-Familien – deren weitläufige Anwesen, großer Reichtum und Ansehen beim Militär sie in die Lage versetzten, mit der kaiserlichen Verwaltung zu rivalisieren, was im 10. Jahrhundert zu mehreren Revolten führte. Die Machtbasis dieser Familien wurde ihnen aber entzogen, als Kaiser Basileios II. ihre Anwesen enteignete.
Im 11. Jahrhundert siedelten sich großflächig Armenier im Thema an. Die ersten seldschukischen Plünderzüge begannen etwa 1050 und nahmen in den nächsten beiden Jahrzehnten immer weiter zu. Nach der Schlacht bei Manzikert im Jahr 1071 ging fast ganz Kappadokien an die Seldschuken verloren. Ein Toparches von Kappadokien und Choma erscheint aber noch bis 1081 in den Quellen.